# Nora El Koussour
Nora El Koussour (Veghel, 1994) is een Nederlands-Marokkaans actrice.
El Koussour debuteerde in 2016 met de hoofdrol in de film Layla M. waarmee ze in 2017 een Gouden Kalf voor beste actrice won. Ze speelde verder onder meer in Aziza (2017), Mocro Maffia (2018-2021), De belofte van Pisa (2019) en Kerstgezel.nl (2020). Daarnaast is El Koussour actief op het toneel.
In 2021 en 2022 maakte ze samen met actrice Caro Derkx de theatervoorstelling Emma Watson the play. Dit stuk was deels autobiografisch en ging over hoe jonge vrouwen zoals Watson en Koussour, seksistisch en racistisch worden bejegend wanneer ze zich publiek uitspreken over maatschappelijke kwesties. 
- Gemeinsame Normdatei: 111181581X
- Nederlandse Thesaurus van Auteursnamen: 408449713
- Virtual International Authority File: 349147266512335480125
- WorldCat: E39PBJpJbVV9MHhyfxVrj6Gfv3